# Szalafő
Szalafő is een plaats (község) en gemeente in het Hongaarse comitaat Vas. Szalafő telt 237 inwoners (2001).